# Escola de Madrid
Escola de Madrid foi o nome proposto por Julián Marías para uma coleção de obras filosóficas que partem do pensamento de José Ortega y Gasset (1883-1955), seu fundador, em diálogo com Unamuno (1864-1936) e que inclui pensadores como Manuel García Morente (1883-1942), Joaquim Xirau (1895-1946), Xavier Zubiri (1898-1983), José Gaos (1900-1969), Luís Recasens Siches (1903-1977), María Zambrano (1904-1991), José Luis Aranguren (1909-1996), Francisco Ayala (1906-2009), Pedro Laín Entralgo (1908-2001), Manuel Granell (1906-1993), Antonio Rodríguez Huéscar (1912-1990), Julián Marías (1914-2005) e Paulino Garagorri (1916-2007). Estas obras filosóficas localizam-se, principalmente, entre 1914 e 1936. O termo "Escola de Madri" aparece em 1958 no Dicionário de Filosofia de José Ferrater Mora, mas foi usado por Julián Marías durante anos: "O que chamei de Escola de Madri há cerca de quarenta anos, não era nem Escola nem reduzida à Madrid".
O centro de divulgação da Escola de Madri foi a Faculdade de Filosofia e Letras da Universidade de Madri, ainda que a difusão do pensamento filosófico da Escola não tenha se desenvolvido exclusivamente na faculdade. Assim definiu Julian Marias: “Ortega criou uma escola porque ele tinha discípulos, que por sua vez tiveram discípulos. O mapa do discípulo de Ortega é vasto e variado. Seus limites são difusos.” Julián Marías escreveu, em La Escuela de Madrid (1959), que os discípulos de Ortega "imediatos ou indiretos" pertencem ao "que está começando a se chamar de Escola de Madri fora da Espanha". Entre os discípulos indiretos, é possível incluir para aqueles pensadores cujas doutrinas diferem do pensamento de Ortega, mas que também estão incluídos no conceito "Escola de Madrid" por terem pertencido, em algum momento, ao movimento pela renovação da filosofia espanhola promovida por Ortega y Gasset, cujo objetivo era "estar atualizado desenvolvendo uma filosofia capaz de harmonizar a razão e a vida." Por esta razão, a Escola de Madri é caracterizada por abraçar diferentes doutrinas, o que a distingue pelo seu estilo marcadamente amplo.
Essa conexão de diferentes filósofos à Escola lhe confere singularidade, mas também certos problemas para delimitar suas fronteiras.

## Contexto Histórico
As teorias filosóficas que inspiram a Escola de Madri surgem em 1914 e estão centradas nas linhas do pensamento de José Ortega y Gasset, especificamente com a publicação Meditaciones de Quijote. Mas não é só o pensamento de Ortega que compõe a referida Escola; a Escola de Madri inclui filósofos, revistas, imprensa e editores que nasceram da ideia inicial da filosofia de Ortega, embora durante sua jornada histórica eles tenham seguido essas diferentes direções. 

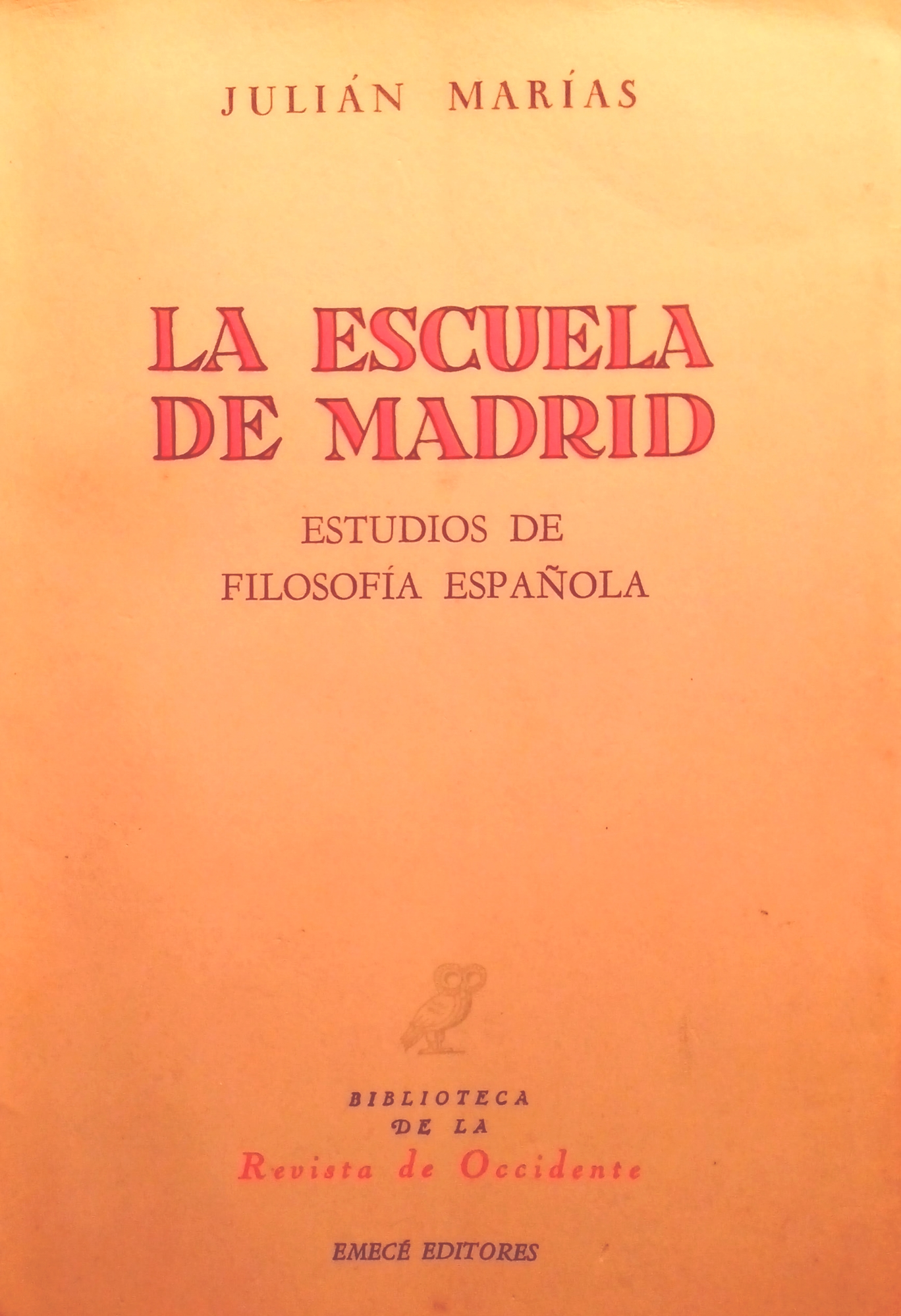
La Escuela de Madrid (1959)

A Escola de Madri está inserida no ambiente da Geração de 14. A Geração de 14 - formada por políticos, pintores, cientistas, poetas e pensadores como Manuel Azaña, Picasso, Marañón, Juan Ramón Jiménez- era pró-européia, defensora da ciência e republicana. A Escola de Madri é o núcleo filosófico que emerge no seio da Geração de 14. A Escola de Madri tem um caráter amplo; O mesmo Joaquin Xirau, afiliado à Escola de Barcelona, sentiu-se ligado à Escola de Madri e é considerado um membro dela. A criação da Escola de Madrid está relacionada com a Faculdade de Filosofia e Letras da Universidade de Madrid e com contribuições de veículos da imprensa, tais como: El Imparcial, El Sol, Crisol e Luz, bem como com as revistas: Espanha (1915), El Espectador (1916), Revista de Occidente (1923) e fundações que Ortega y Gasset montou, bem como coleções como Biblioteca de Idéias do Siglo XX.
Os eventos que estão moldando a constituição da Escola começam em 15 de novembro de 1910, quando Ortega y Gasset obteve a Cátedra de Metafísica na Universidade de Madri. Em 1912, Manuel García Morente , que terá um papel importante na consolidação da Escola de Madri, recebe um reforço para o tema Ética e Julián Besteiro. Em 1913, Ortega y Gasset é nomeado secretário do Congresso Científico de Madri. Um ano depois, em 1914, ele publicou Meditaciones del Quijote e foi eleito membro da Academia Real de Ciências Morais e Políticas. Nesse mesmo ano Ortega y Gasset fundou a Liga de Educação Política , com o objetivo de investigar a realidade histórica espanhola, na qual se encontrarão professores e escritores, como Américo Castro, Ramiro de Maeztu, Ramón Pérez de Ayala, Fernando de los Rios, Salvador Madariaga, etc.
A situação política na Espanha é o ponto de partida da filosofia da Escola de Madri. Os resíduos positivistas e escolásticos, assim como as ideias do krausismo , fazem a Espanha permanecer fora de qualquer movimento filosófico. Julián Marías escreve: "Quando Ortega fez sua aparição na vida intelectual espanhola (...), a Espanha esteve ausente por muito tempo da criação filosófica". Após o desastre de 98 e o tratado com a Alemanha em 1899, bem como a perda das colônias espanholas, a Espanha estava em crise. Os objetivos da Espanha foram Gibraltar e Marrocos, e a precariedade do exército espanhol não o colocou em posição competitiva para participar da Primeira Guerra Mundial (1914-1918). Em contrapartida, a Espanha experimentou um boom em sua economia, especificamente na indústria têxtil, mineração de carvão, agricultura, aço, química e construção, devido às necessidades dos países em disputa. A realidade política é a da Restauração Bourbon na Espanha (1875-1931), mas durante este período, que une escritores da Geração de 98 com os da Geração de 1914, Espanha adota uma posição de neutralidade na Primeira Guerra Mundial graças a que viverá um período subseqüente de boom e bolha econômica, para depois levar a uma crise (ver Espanha na Primeira Guerra Mundial) que está piorando e que é resolvida em falso com a ditadura de Primo de Rivera de 1923 a 1930. Depois do fracasso dos partidos monarquistas nas eleições municipais de abril de 1931 chegou-se ao fim da Restauração Bourbon, iniciou-se a Segunda República Espanhola, o clima histórico em que se constituiu, de certo modo preciso, a Escola de Madri.
A Escola foi dissociada em 1936, coincidindo com o início da Guerra Civil Espanhola (1936-1939), que é a principal razão para a separação. A divisão da Escola deve-se à dispersão de seus membros no exílio, o que inevitavelmente levou a Escola a uma desintegração de seu núcleo filosófico. Mais tarde, com a ditadura de Franco, a coexistência entre a filosofia da escola e o catolicismo nacional não foi possível; o reducionismo simplista da guerra, juntamente com as atitudes do próprio Ortega y Gasset, levou à divisão da Escola de Madri em dois blocos: o liderado por José Gaos, no México, e o representado por Julián Marías, em Madrid.

## Filosofia

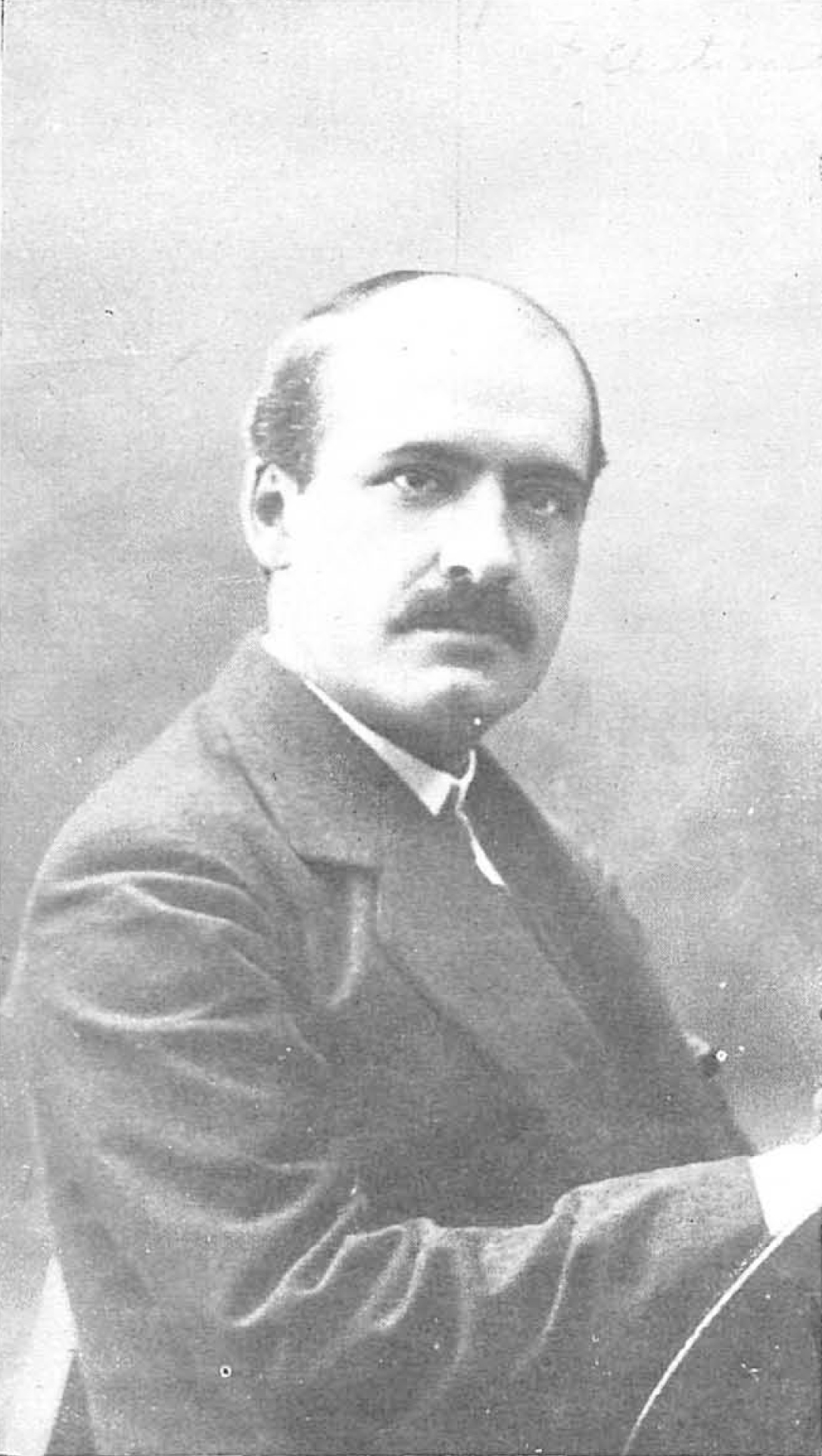
Ortega y Gasset foi o principal membro e fundador da Escola de Madrid.

Todos os membros da Escola compartilhavam uma série de convicções: a primeira, ser uma filosofia escrita e sentida em espanhol; a segunda, a incorporação da Espanha à história universal da filosofia graças ao pensamento de Ortega; a terceiro, a possibilidade de uma nova forma de filosofia histórica e a quarta a garantia da legitimidade de Ortega na história da filosofia espanhola.
A ideia inicial que impulsionou a filosofia da Escola de Madri, foi a salvação da circunstância espanhola, especificamente uma crítica da situação social, política e cultural em que se encontrava a Espanha. Ortega tentou descrever em seu livro Espanha invertebrada (1921) "a grave doença que a Espanha sofre", e Julián Marías escreveu sobre o "atraso cultural da Espanha" em La Escuela de Madrid (1959). A razão da Escola de Madri foi colocar a Faculdade no auge dos tempos, e levar a Espanha a essa reformulação de si mesma com os olhos voltados para a Europa, introduzindo-se plenamente na filosofia moderna para assimilá-la e superá-la, engajando-se em uma constante debate entre a "autenticidade da Espanha" e a "pureza da Europa", entre "espanhol" e "universal", entre "tradição" e "renovação". A Escola de Madri pretende "europeizar"" a Espanha, introduzindo-a no presente da filosofia moderna.
Da mesma forma, o núcleo do pensamento filosófico da Escola é a busca de uma reforma radical da filosofia, entendendo a vida humana como uma realidade metafísica. Com a Escola de Madri, a vida vai a um nível muito mais profundo e central, mais como uma realidade pessoal e histórica do que a realidade biológica; sua primeira filosofia é concebida, assim, como uma antropologia filosófica, isto é, que estuda o homem em um determinado lugar e tempo e coexistindo com os demais. Por outro lado, a consciência da realidade política e social do momento histórico leva a Escola de Madrid à meta de melhorar a Espanha, mas não antes de melhorar o novo homem nascido desta filosofia renovada e esperançosa.
A razão vital (raciovitalismo) e a vocação filosófica são temas que ocuparam os membros da Escola de Madri. Ortega y Gasset focalizou sua filosofia a partir da realidade radical do homem (a vida de cada um), iniciando seu discurso filosófico a partir do perspectivismo individual como a ferramenta necessária para a construção da verdade da realidade. O foco da filosofia baseada em Ortega focaliza a vida humana e sua existência: "A razão vital, cuja doutrina foi formulada em uma data muito antiga por Ortega, é a própria vida".  Por outro lado, o mundo em que o homem é feito é sua circunstância, e a circunstância política (Espanha e sua relação com a Europa) é a base da filosofia de Ortega.

## Exílio e divisão
A Escola de Madri foi dissolvida definitivamente em 1936, ano em que começou o conflito social, político e militar da Guerra Civil Espanhola. A razão para sua dissociação, além da eclosão da guerra, é a de uma mudança de atitude de Ortega y Gasset. Exilado em Buenos Aires e diante do cenário distante da guerra e da decepção de ver a dispersão e até o confronto dos membros da Escola de Madri, Ortega y Gasset viveu uma decepção que o levou ao silêncio e que foi agravado pela situação da Europa. Em fevereiro de 1942, Ortega decidiu embarcar para Portugal.
Dos membros da Escola de Madri, Julián Besteiro morreu em 1940 durante sua prisão devido a atividades políticas; Francisco Ayala foi para o exílio na Argentina em 1939; Luis Recasens Siches, um guatemalteco, foi para o México a partir de 1937; María Zambrano exilou-se no México em 1939 e depois em Cuba; José Gaos exilou-se no México em 1938; Manuel García Morente exilou-se em Paris em 1936 e em 1937 mudou-se para a Argentina até 1938, retornando à Espanha; Xavier Zubiri, que estava em Roma quando a guerra estourou, mudou-se para Paris, mas retornou à Espanha em 1939 e Ortega y Gasset foi para o exílio em Paris até 1939, ano em que se mudou para Buenos Aires, onde viveu até 1942. Ortega viveu em Lisboa de 1942 a 1945, ano em que regressou à Espanha. 

## Membros e sucessores
Os primeiros membros da Escola de Madrid (além de Ortega, seu fundador) foram Manuel García Morente, Xavier Zubiri e José Gaos, este último "o primeiro discípulo do que mais tarde se tornou a Escola de Madrid (...), Gaos representou o começo da continuidade. Mais tarde, se juntariam a eles Luís Recasens Siches, María Zambrano, Joaquín Xirau e Julián Marías. José Luis Aranguren, Pedro Laín Entralgo, Manuel Granell, Francisco Soler Grima, Antonio Rodríguez Huéscar, Francisco Ayala, Paulino Garagorri e Julián Besteiro também são considerados membros da Escola.
Embora o franquismo e sua filosofia escolástica não tivessem ligação com a filosofia da Escola de Madri ou com o pensamento de Ortega, alguns filósofos que abandonaram o pensamento da Escola assimilaram o catolicismo dominante, como Juan Zaragüeta, Pedro Laín Entralgo , José Luis López Aranguren e Joaquín Ruiz-Giménez. Estes permaneceram na Espanha, enquanto outros, que não incorporaram o catolicismo em seu pensamento ou cujas ideias políticas eram contrárias às da ditadura, foram forçados ao exílio.

## Lista de Pensadores
| - Ortega y Gasset - Antonio Rodríguez Huéscar - Francisco Ayala - Francisco Soler Grima - Joaquín Xirau - Joaquín Ruiz-Giménez - José Ortega Spottorno - José Gaos - José Luis Aranguren | - Julián Besteiro - Julián Marías - Luís Recasens Siches - Manuel García Morente - Manuel Granell - María Zambrano - Paulino Garagorri - Pedro Laín Entralgo - Xavier Zubiri |